# Gare de Sancy
La gare de Sancy est une ancienne gare ferroviaire française de la ligne de Valleroy-Moineville à Villerupt-Micheville, située sur la commune de Sancy dans le département de Meurthe-et-Moselle, en région Grand Est.

## Situation ferroviaire
Établie à 306 m d'altitude, la gare de Sancy était située au point kilométrique (PK) 344,0 de la ligne de Valleroy-Moineville à Villerupt-Micheville entre la gare de Tucquegnieux (fermée) et la gare d'Audun-le-Roman (en service).

## Histoire
La section de Briey à Audun-le-Roman est mise en service le 15 octobre 1906 par la Compagnie des chemins de fer de l'Est ; la ligne est électrifiée le 20 juillet 1956.
Les trains de voyageurs sont supprimés le 15 mai 1939. La fermeture administrative de la section entre Tucquegnieux et Audun-le-Roman intervient le 9 mars 2016.

## Patrimoine ferroviaire
Le bâtiment voyageurs sert d'habitation. Il appartient au même plan type que la gare voisine de Tucquegnieux ; comme cette dernière, il était dépourvu à l'origine de l'aile de trois travées servant de (nouvelle) salle d'attente.